# ميخائيل إليس (ملحن)
ميخائيل إليس (بالإسبانية: Michael Ellis)‏ هو ملحن ومنتج أسطوانات بنمي، ولد في 12 مايو 1959 في بنما في بنما، وتوفي في 6 ديسمبر 2014.

## وصلات خارجية
- الموقع الرسمي